# 1895
| 1895                                                 |
| ---------------------------------------------------- |
| Dødsfald - Fødsler                                   |
| • Begivenheder • Film • Litteratur • Politik • Sport |

| Gregoriansk kalender | 1895 MDCCCXCV           |
| Ab urbe condita      | 2648                    |
| Armensk kalender     | 1344 ԹՎ ՌՅԽԴ            |
| Kinesiske kalender   | 4591 – 4592 甲午 – 乙未 |
| Etiopisk kalender    | 1887 – 1888             |
| Jødisk kalender      | 5655 – 5656             |
| Hindukalendere       |                         |
| - Vikram Samvat      | 1950 – 1951             |
| - Shaka Samvat       | 1817 – 1818             |
| - Kali Yuga          | 4996 – 4997             |
| Iransk kalender      | 1273 – 1274             |
| Islamisk kalender    | 1313 – 1314             |

Året 1895 startede på en tirsdag.
Konge i Danmark: Christian 9. 1863-1906

## Begivenheder

### Januar
- 5. januar - i Dreyfus-affæren bliver den franske officer Alfred Dreyfus dømt for spionage og deporteret til Djævleøen

### Februar
- 1. februar – Folketælling for København og Frederiksberg

### April
- 3. april - Injuriesagen mod den 9. markis af Queensberry anlagt af Oscar Wilde begynder; Wilde taber sagen og bliver efterfølgende idømt fængselsstraf for homoseksualitet
- 17. april - med Shimonoseki-aftalen agiver det kinesiske Qing-dynasti bl.a. Korea og Taiwan til Japan, hvorved den første kinesisk-japanske krig afsluttes

### Juni
- åbningen af Kielerkanalen d. 21. juni 189520. juni - første kvinde tager en PhD på et amerikansk universitet; Caroline Willard Baldwin i videnskab fra Cornell University
- 22. juni - Kvindernes Udstilling i Fortid og Nutid, København åbnes
- 21. juni - Kielerkanalen indvies

### September
- 11. september - FA Cup trofæet stjæles fra firmaet William Shillcock. 68 år senere tilstår en 83-årig mand tyveriet og oplyser, at han har smeltet trofæet og lavet falske half-crown mønter af det

### Oktober
- 6. oktober -  I Royal Albert Hall i London indleder den britiske dirigent Henry Wood de populære 'BBC's promenadekoncerter', The Proms

### November
- 1. november - I Tyskland vises for første gang for offentligheden "levende billeder": den knap 20 sekunder lange film Das boxende Känguruh, der viser en levende kænguru, der bokser mod en mand.
- 8. november - Under et eksperiment med elektricitet opdager Wilhelm Röntgen en stråling, der bliver opkaldt efter ham: røntgenstråling
- 27. november - Alfred Nobel får i Paris lavet et testamente, som overfører størstedelen af hans formue til en fond, der skal administrere den årlige uddeling af Nobelprisen
- 28. november - det første bil-væddeløb finder sted i USA. Seks biler kører fra Chicago til Waukegan i Illinois. Vinderen bliver J. Frank Dureyea, der vinder 2.000 $

### December
- 22. december – Wilhelm Röntgen, den tyske fysiker, tager det første røntgenbillede af sin hustrus hånd.
- 29. december – sydafrikaneren Dr. Jameson angriber Transvaal med lille hær for at rejse engelske indvandrere til oprør ("Jamesons togt")

### Udateret
- Cubanerne gør (støttet af amerikansk kapital) oprør mod Spanien
- En norsk ekspedition, ledet af kaptajn Leonard Kristensen går i land på Antarktis for første gang
- Hungersnød og byldepest i Indien. Op mod 6 millioner mennesker mister livet

## Født
- 1. januar – J. Edgar Hoover, chef for FBI. Død 1972.
- 2. januar – Grev Folke Bernadotte, svensk diplomat. Død 1948.
- 9. januar – Franco Di Ciaula, italiensk teaterinstruktør og instruktør (død 1963).
- 11. januar – Marlon Brando, Sr., amerikansk filmproducent (død 1965).
- 13. marts – Viggo Starcke, dansk læge og politiker (død 1974).
- 28. marts – Christian Herter, amerikansk udenrigsminister (død 1966).
- 29. marts – Ernst Jünger, tysk forfatter (død 1998).
- 5. maj – Henrik Bentzon, dansk/norsk skuespiller. Død 1971.
- 12. juli – Kirsten Flagstad, norsk sangerinde (død 1962).
- 5. august – Nathalie Krebs, dansk kunsthåndværker (død 1978).
- 4. oktober – Buster Keaton, amerikansk skuespiller og instruktør (død 1966).
- 4. oktober – Jens Søndergaard, dansk maler (død 1957).
- 9. november – Hermod Lannung, dansk politiker (død 1996).
- 6. december – Karmark Rønsted, dansk politiker og jurist (død 1982).
- 14. december – Den senere kong George 6. af Det Forenede Kongerige, fader til dronning Elizabeth 2. af Storbritannien. Død 1952.

## Dødsfald
- 5. marts – Nikolaj Leskov, russisk forfatter (født 1831).
- 28. september – Louis Pasteur, fransk biolog (født 1822).
- 28. marts - Wilhelm Dinesen, dansk forfatter, officer, eventyrer og politiker (født 1845)

## Bøger
Modets røde kokarde – Stephen Crane (amr.)